# Gazonul - Covorul Verde al Naturii
Gazonul - Covorul Verde al Naturii
Un gazon este o suprafață acoperită cu iarbă cultivată, întreținută prin tundere frecventă, udare și îngrijire atentă. Acesta oferă un spațiu verde decorativ, perfect pentru grădini, parcuri și terenuri de sport. Îngrijirea corespunzătoare este esențială pentru un gazon sănătos și aspectuos.
Însămânțarea și Întreținerea Gazonului
Punctul de plecare pentru un gazon de calitate este amestecul de semințe special conceput, format din specii precum Lolium perenne, Festuca rubra și Poa pratensis, recomandate de experți.[1][2] Primăvara și toamna sunt perioadele optime pentru însămânțare.[3][4]
Udarea joacă un rol crucial. În etapele inițiale, sunt necesare udări ușoare și frecvente, apoi udări profunde la 2-3 zile până la înmuierea solului pe 15-20 cm adâncime pentru a susține dezvoltarea rădăcinilor.[5][6][7]
Tunderea frecventă la 5-7 cm înălțime stimulează îndesirea firelor și formarea unui strat vegetal compact. Se recomandă să nu se taie niciodată mai mult de 1/3 din lungimea firului și să se tundă la fiecare 5-7 zile în sezonul cald.[3][6][8]
Aerisirea, realizată primăvara și toamna cu un greator special, îmbunătățește circulația aerului, apei și nutrienților în sol, susținând sănătatea gazonului.[9][6][10]
Îngrășarea se face cu îngrășăminte speciale pentru gazon, granulare sau lichide, aplicate conform instrucțiunilor producătorului. O fertilizare de bază în primăvară, urmată de 1-2 aplicări de întreținere, asigură nutrienții necesari.[6][11]
Provocări și Soluții pentru un Gazon Sănătos
Zonele compactate, umbroase sau cu umiditate excesivă favorizează apariția mușchilor și buruienilor, necesitând aerisire, îmbunătățirea drenajului, fertilizare și resămânțare.[9][6][12] Firele îngălbenite, subțiri sau uscate pot indica lipsă de nutrienți, udare insuficientă, boli fungice sau dăunători, fiind necesară identificarea și tratarea cauzei.[13][6][14]
Pentru combaterea ierburilor de sezon cald precum Pălămida, se pot folosi erbicide selective pre-emergente aplicate primăvara.[3][6][15]
Întreținerea constă într-un ciclu regulat de activități precum udarea, tunderea, aerisirea, fertilizarea și controlul dăunătorilor și buruienilor, pentru a menține un gazon sănătos și verde tot timpul anului.[5][6]
Alegerea Amestecului de Semințe Potrivit
Amestecul de semințe pentru gazon joacă un rol crucial în obținerea unui covor verde uniform și rezistent. Specialiștii recomandă combinații care includ specii cu caracteristici complementare, precum rezistența la trafic, umbrire sau secetă.[16]
De exemplu, un amestec pentru gazon la soare poate conține Festuca arundinacea, Lolium perenne și Poa pratensis, în timp ce pentru zone umbroase se potrivesc specii ca Festuca rubra și Poa nemoralis.[2][17]
Pentru terenurile de sport și spațiile cu trafic intens, amestecurile cu Lolium perenne și Poa pratensis oferă o rezistență sporită la călcare.[18] Climatul local și tipul de sol sunt, de asemenea, factori importanți în selectarea celor mai potrivite varietăți de iarbă.[19]
Pregătirea Terenului și Semănatul
Înainte de însămânțare, este esențială pregătirea atentă a terenului. Acesta trebuie nivelat și mărunțit, iar buruienile și resturile vegetale îndepărtate. Aplicarea unui strat subțire de pământ vegetal îmbogățit cu nutrienți creează un mediu optim pentru germinarea și dezvoltarea noilor fire de iarbă.[20]
Semințele se răspândesc uniform, respectând rata de semănat recomandată, și se încorporează apoi la o adâncime de 0,5-1 cm prin tăvălugire sau greblare ușoară. Udarea imediată și acoperirea temporară cu pături de paie ajută la menținerea umidității necesare germinării.[21][22][23]
Îngrijirea în Primii Ani
În primii ani, gazonul nou necesită îngrijire specială pentru a se dezvolta corespunzător. Udarea frecventă, dar ușoară, este esențială până la înrădăcinarea completă. Tunderea se face la început la înălțimi mai mari (7-10 cm) pentru a stimula îndesirea firelor.[24]
Aerisirea și aplicarea îngrășămintelor de start, bogate în fosfor, susțin dezvoltarea unui sistem radicular puternic și a unui strat vegetal compact.[25] După primul an, se poate trece la un program normal de întreținere adaptat nevoilor specifice ale gazonului.
Specialiștii recomandă răbdare și îngrijire atentă în primii 2-3 ani pentru a obține un gazon sănătos și rezistent pe termen lung.[6][26]